# Suasselkä
Suasselkä är en kulle i Finland.   Den ligger i den ekonomiska regionen  Fjäll-Lappland  och landskapet Lappland, i den norra delen av landet, 900 km norr om huvudstaden Helsingfors. Toppen på Suasselkä är 360 meter över havet, eller 101 meter över den omgivande terrängen. Bredden vid basen är 3,6 km.
Terrängen runt Suasselkä är huvudsakligen platt.  Trakten runt Suasselkä är nära nog obefolkad, med mindre än två invånare per kvadratkilometer. Det finns inga samhällen i närheten. 